# Megapora
Megapora is een mosdiertjesgeslacht uit de familie van de Calloporidae en de orde Cheilostomatida. De wetenschappelijke naam ervan is in 1877 voor het eerst geldig gepubliceerd door Hincks.

## Soorten
- Megapora ringens (Busk, 1856)

Niet geaccepteerde soorten:
- Megapora gilbertensis Maplestone, 1909 → Thalamoporella gilbertensis (Maplestone, 1909)
- Megapora hyalina Waters, 1904 → Apiophragma hyalina (Waters, 1904)